# Manuel Esquivel
Manuel Amadeo Esquivel KCMG, PC (ur. 2 maja 1940 w Belize City, zm. 10 lutego 2022) – belizeński fizyk i polityk, premier Belize w latach 1984–1989 oraz 1993–1998.

## Życiorys
Urodził się w jeszcze kolonialnym Belize. Studiował fizykę na Loyola University New Orleans, gdzie otrzymał później doktorat honoris causa. Ukończył studia podyplomowe na University of Bristol.
W 1969 został szefem Partii Liberalnej, która w 1973 stała się jedną z trzech części składowych Zjednoczonej Partii Demokratycznej (UDP). W 1979 wystartował w wyborach parlamentarnych, lecz przegrał z urzędującym premierem George’em Cadle Pricem. Zdobył natomiast mandat senatora jako reprezentant mniejszości. W styczniu 1983 wygrał wewnętrzne wybory na lidera UDP, stanowisko objął już po wyborach parlamentarnych w grudniu 1984, kiedy to zdobył fotel w izbie niższej. Następnie utrzymywał stanowisko aż do 1998. Jako lider zwycięskiej partii dwukrotnie obejmował stanowisko premiera, między 1993 a 1998 był także liderem opozycji. W lutym 2008 objął stanowisko doradcy premiera Deana Barrowa.
Był żonaty z Kathleen, miał troje dzieci.
Odznaczony Orderem św. Michała i św. Jerzego (2010). W 1986 powołany w skład Tajnej Rady Wielkiej Brytanii.